# Central térmica Besós V
La central térmica Besós V es una instalación termoeléctrica de ciclo combinado situada junto a la desembocadura del río Besós en el Mar Mediterráneo, en el término municipal de San Adrián del Besós, en la provincia de Barcelona (España). Consta de dos grupos térmicos que suman 859 MW alimentados con gas natural, fue conectada a la red en 2011 y es propiedad de la multinacional Endesa.

## Historia
El proyecto para la construcción de un nuevo ciclo combinado en la desembocadura del Besós se fraguó debido a la necesidad de la sustitución de la central térmica de San Adrián, de ciclo convencional y fueloil, construida en 1970 y que cumplía su ciclo vital. Endesa decidió entonces la construcción, en terrenos próximos, de una nueva central de ciclo combinado que sustituyera a la de las tres chimeneas, a pesar de que ya contaba con un grupo en la central de ciclo combinado del Besós, compartida al 50 % con Gas Natural Fenosa y conectada en 2002 (Besós III y IV).
Tras la obtención de los pertinentes permisos, comenzó su construcción en 2008, anexa a la compartida con Gas Natural. En algunos momentos, llegaron a trabajar en las obras hasta 700 operarios. Las mismas se prolongaron durante 3 años, hasta que el 31 de marzo de 2011 se llevó a cabo su inauguración, a la que acudieron el presidente de la Generalidad de Cataluña, Artur Mas y el presidente de Endesa, Borja Prado. El gasto de la instalación fue de 436 millones €.

## Características
La planta consta de dos turbinas de gas y una de vapor, y 2 calderas de recuperación de calor con una chimenea cada una, 3 alternadores, condensador y una caldera auxiliar de gas natural. Sus dos grupos térmicos suman una potencia de 859 MW, y el combustible utilizado es el gas natural.
El agua de refrigeración se toma del mar, donde se vuelve a verter, a 300 metros de la línea de la costa, con un incremento térmico de 7 °C, a través de una conducción submarina de 520 metros de longitud.
Las turbinas tienen una potencia en bornes del alternador de TGI 284,22 MW y TGII 281,2 MW. Esto representa una potencia neta en las barras del [transformador] de 275,51 MW en la TGI y 276,43 MW en la TGII. La turbina de vapor presenta 307,81 MW en bornes del alternador y 307,13 MW en bornes del transformador. ´

### Turbina de Gas
- Fabricante: General Electric.
- Tipo: Flujo axial.
- Combustible: Gas natural.

### Caldera de recuperación
- Fabricante: NEM.
- Tipo: Circulación natural.
- Temperatura del gas a la entrada: 601 °C.
- Temperatura del gas a la salida: <100 °C.
- Presión en calderin AP: 146 bar.
- Presión en calderin MP: 38,5 bar.
- Presión en calderin BP: 9 bar.
- Altura chimenea: 60 m.

### Turbina de vapor
- Fabricante: General Electric.
- Condiciones de vapor en la entrada
  - AP: 565 °C y 122 bar.
  - MP: 565 °C y 28 bar.
  - BP: 317 °C y 5 bar

### Alternador
- Fabricante: General Electric.
- Tensión nominal: 17kV.
- Velocidad: 3000 r. p. m.

### Transformador
- Fabricante: ABB
- Potencia: 410 MVA.